# Номарх
Номарх (др.-греч. νομάρχης; νομ-άρχης; егип. heri-tep a'a) — должность управителя нома (егип. sepat; копт. ⲥⲉⲡⲁⲑ) в Эллинистическом Египте и также принятое в историографии название чиновников c теми же полномочиями во времена Династического периода Египта. Являлся представителем фараона, а также осуществлял контроль и управление административной областью. В греческом языке существовало понятие номархия (др.-греч. νομαρχία; νομ-αρχία) — звание или должность номарха, а в Эллинистическом Египте иногда так же называлось управляемое номархом земельное владение, часто не совпадающее с границей нома.
В его полномочия входили сбор налогов, судебные функции, набор и обеспечение войск, хозяйственное администрирование.

## Династический период
Титул номарха (егип. ḥȝty-ʿ — наместник или егип. ḥry-tp ʿȝ — великий предводитель) иногда напрямую давался фараоном, а иногда передавался по наследству. Обычно наследственная передача титула практиковалась во время промежуточных периодов истории Египта, когда ослабление центральной власти приводило к усилению соперничества номархов с фараонами и между собой. В такие смутные времена личные амбиции и возможности некоторых номархов позволяли им добиваться большей самостоятельности и обособления своего нома, что, в свою очередь, приводило к дроблению территории Египта и даже иногда падению власти фараона. Известны случаи узурпации номархами права на корону, некоторые из которых привели к возникновению новых сильных династий, восстанавливающих централизованную власть в стране.

## Эллинистический период
В Эллинистическом Египте номархи стали постепенно уступать власть назначаемым в номы стратегам. Эти должности были введены Птолемеем I (правил в 323—283 годы до н. э.), как следствие завоевания Египта греко-македонянами. Стратег был военно-административной опорой Птолемеев и обеспечивал необходимый для правительства порядок и нормальное функционирование номовых ведомств. Птолемей II (правил в 285—246 годы до н. э.) окончательно распределил административные функции, номовые чиновники теперь формально подчинялись царю, а реально — назначаемому представителю царя — стратегу, к которому переходит военно-политическая власть в номе. Номарх становится управляющим царскими владениями, фактически его полномочия сводятся к функциями чиновника по сельскохозяйственному ведомству. Он осуществляет надзор за первичной обработкой целины, являвшейся обычно царской землей, и контроль обширных территорий — номархий, часто не совпадавших с границами номов.